# Taguig
Taguig es la ciudad más nueva de Gran Manila en Filipinas. Limita con Muntinlupa y la laguna de Bay al sur, Parañaque al suroeste, Pasay al oeste y Makati, Pateros y Pasig. al norte. El río Taguig, un tributario del río Pasig, corta por la parte norte de la ciudad y el río Napindan, también un tributario del río Pasig, forma la frontera común de Taguig con la ciudad del Pasig. Taguig es fundada en 1587.